# Bítem
Bítem és una entitat municipal descentralitzada (EMD) del municipi de Tortosa, a la comarca catalana del Baix Ebre. El 2023 tenia 1.175 habitants.

## Descripció
Bítem està situat al marge esquerre del riu Ebre, al nord de la ciutat de Tortosa. Població de caràcter agrícola amb gairebé de 1.200 habitants, conté un important patrimoni arquitectònic: el mas del Bisbe, la masada d'en Gassol, la torre de la Merla o l'antic mas del Marquès d'Alòs, tots aquests edificis catalogats. També es localitzen al seu terme el jaciment ibèric de les Planetes i la vil·la romana de Barrugat, descoberta el novembre de 1910 arran de les obres del canal de l'Esquerra de l'Ebre.
A banda del patrimoni arquitectònic, Bítem conserva el Plàtan de Bítem declarat Arbre Monumental de Catalunya l'any 1990 i, per tant, un dels primers del Baix Ebre.
Altres nuclis de la localitat serien La Masada, ubicada a prop d'un quilòmetre al nord del poble. A molt poca distància, també al nord de Bítem, hom pot localitzar el barri de Santa Rosa de Lima. Per una altra banda al sud, prop de Tortosa, es troba el conjunt veïnal del Barranc del Torrent.

## Organització política
Bítem compta amb 9 regidors, 5 de Junts per Bítem (entre ells la presidenta de l'EMD, Lourdes Domènech), 2 de Movem Bítem i una d'Esquerra Republicana.

## Llocs d'interès
- El Mas del Bisbe, residència episcopal.
- La Masada d'en Gassol, edifici colonial.
- La Torre de la Merla.
- El Mas del Marquès de Alòs.
- Jaciment ibèric de les Planetes.
- Vila romana de Barrugat, descoberta al novembre del 1910 durant les obres del canal de l'esquerra de l'Ebre.
- Arbre plataner (Platanus × hispanica), declarat arbre monumental de Catalunya al 1990.
- Illa Audí, illa fluvial que forma part des de l'any 1992 del Pla de Espais d'Interés Natural (PEIN), y des de l'any 1995, de la Reserva Natural de Fauna Salvatge.
- Ponts de Bítem, Pont Penjant de la Maduixa i Pont Penjant de la Rabosa, dos ponts penjants a l'estil tibetà.
- Montaspre, montanya més alta del terme municipal de Bítem, amb 528 metres d'altura.
- Camp de futbol municipal de Bítem, camp on juga l'equip de futbol U.E Remolins-Bítem

## Escut
L'escut oficial de Bítem té el següent blasonament:
Escut caironat: d'or, un clementiner de sinople fruitat d'ataronjat i acompanyat a la punta d'una faixa ondada d'atzur.
Va ser aprovat el 17 de març del 2017 i publicat al DOGC el 29 del mateix mes amb el número 7339. L'arbre clementiner, carregat de clementines, fa referència a un dels cultius més importants del poble i la faixa ondada representa el riu Ebre. Com és norma en tots els escuts de les entitats municipals descentralitzades, el de Bítem no porta corona.

## Festivitats
- Bítem celebra la seva festa major la penúltima setmana de setembre en honor de la seva patrona, la Mare de Déu de l'Oliva.
- L'any 2008, la localitat va celebrar (entre el 24 i el 26 d'octubre del 2008) la 1a Fira de la clementina.
- Des de l'any 2021 s'han afegit les Prefestes de Bítem, organitzades per l'Associació de Joves de Bítem. Aquestes consten d'uns tres o quatre dies de festes sobre la segona setmana d'agost. Les Prefestes de Bítem van nàixer per una prohibició de l'equip de govern del poble a fer festes orientades al jovent durant les festes a la patrona.